# ロン・ウィーズリー
ロナルド・ビリウス・“ロン”・ウィーズリー（英: Ronald Bilius "Ron" Weasley）は、J・K・ローリングの小説『ハリー・ポッター』シリーズ及びその派生作品に登場する架空の人物。
シリーズ全巻に登場する主要キャラクターのひとり。ホグワーツ魔法魔術学校グリフィンドール寮に所属し、主人公で同学年のハリー・ポッター、もうひとりの同級生ハーマイオニー・グレンジャーと親友になり、いつも三人で行動する。
魔法界で純血家系の両親のもとに生まれ育った生粋の魔法使いという設定で、個性豊かな魔法使い一家の末息子として描かれ、ハリーや読者にとって魔法界を知るための情報源となる。

## 人物

### 名前・通称
通称の「ロン」はファーストネーム「ロナルド」の愛称のひとつである。母親には幼名である「ロニーちゃん（英: Ronnie）」と呼ばれたり、また双子の兄たちに「ロニー坊や（英: Ickle Ronniekins）」と呼ばれてからかわれることがある。ミドルネームの「ビリウス」は、亡くなったおじの名からつけられた。

### 外見
背が高く、ひょろっとしている。燃えそうな赤毛で、肌にはそばかすがある。また手と足が大きく、鼻が高い。瞳の色はブルー。

### 経歴
1980年3月1日、魔法族ウィーズリー家の六男として誕生。
1991年9月1日、キングズ・クロス駅でハリー・ポッターと初対面し、ホグワーツ特急内で意気投合する。その後、ホグワーツ魔法魔術学校に入学し、ハリー同様グリフィンドール寮生となる。
1992年夏、ハリーを自宅に迎えるため、父の所有するフォード・アングリアを借りて、フレッド、ジョージとともにダーズリー家を訪問。軟禁されていたハリーを救出する。同年9月1日にはドビーによりホグワーツ特急に乗車できなかったため、ふたたびフォード・アングリアを借りてハリーとともにホグワーツへ向かうが、ホグワーツ到着時に暴れ柳から攻撃を受け、杖が折れる。
1993年5月29日、ハリーとともに「秘密の部屋」事件を解決。その功績を称えられ、「ホグワーツ特別功労賞」を授与される。同年、父がガリオンくじに当選し、一家でエジプト旅行に行き、新しい杖も買ってもらう。
1995年、ハーマイオニーとともに監督生に選ばれる。また寮対抗クィディッチ試合のグリフィンドール代表チームのキーパーになる。
1996年、ハリー、ハーマイオニー、ネビル・ロングボトム、ジニー・ウィーズリー、ルーナ・ラブグッドとともに魔法省神秘部に潜入。待ち構えていた死喰い人と戦闘になる。
1997年3月1日、ホラス・スラグホーンの部屋で毒入りの蜂蜜酒を飲んで瀕死に陥るが、ハリーに助けられる。
同年夏、ハリーやハーマイオニーとともに、ヴォルデモートの分霊箱を探す旅に出る。不満から一度は離脱するものの、のちに合流し、最後まで戦い抜く。
第7巻『死の秘宝』発売後に作者のローリングが明かしたところによると、本編終了後は魔法大臣となったキングズリー・シャックルボルトの依頼により、魔法省の闇祓いとなる。

### 性格
ハリーやハーマイオニーと比べて皮肉めいた言い回しや冗談を言うことが多く、3人のなかではムードメーカーの役回りである。
一方で才能ある兄たちが5人おり、妹も唯一の少女として可愛がられるウィーズリー家7人兄妹のなかで育った末弟のロンは、己の個性と立場についての自負心がない面を持つ。また家計のしわ寄せで、兄たちのお下がりや自分に合っていない中古品を与えられることが多いため、劣等生ではないにもかかわらず、ほかの生徒たちに引け目を感じる学生生活を過ごす。これらの状況からハリーやハーマイオニーに比べて自信に欠けるロンは、感情の揺れやすさや傷つきやすさが作中で描かれる少年でもある。
しかし、みずからは貧しくとも裕福な親友ハリーには決してたかろうとせず、ハリーが金を貸そうとしても頑として断る潔癖さを持ち合わせている。また愛する人々を危害から守ろうとする気持ちが強く、脚が骨折していても身を挺してハリーを敵からかばおうとしたり、妹を異性から保護しようとしたりする。
過去にテディ・ベアをフレッドによって蜘蛛に変えられたことがあり、そのことから蜘蛛恐怖症になり、まね妖怪はロンのまえでは大蜘蛛に変化する。またエンジ色 (Maroon) が大嫌いである。
また、レッドカードを知らない（「ハリー・ポッターと賢者の石」で判明）というかなり浮世離れした面がある。

### 才能
ロンは自分のことを優秀ではないと語るが、じつはチェスの達人である。第1巻『賢者の石』では、人間大の駒を相手に戦う「魔法使いのチェス」で指揮を執り、勝利を収める。このチェスはホグワーツ副校長のミネルバ・マクゴナガルが動くよう魔法をかけたものであり、実質的にロンは最下級生でありながら副校長にチェスで勝利したことになる。
学業に関しては作中あまり触れられてはいないが、そもそもホグワーツの具体的な行事を知らず、フレッドたちの「入学試験ではトロールと決闘する」という嘘を鵜呑みにしたり、第5巻『不死鳥の騎士団』で「自分（ハリー）はどの科目（闇の魔術に対する防衛術を除く）でもロンより優れてはいない」とあり、ハーマイオニー以下でハリーと同程度である。O.W.Lはハリーと同じ7科目を合格し、「優・O」はないものの、ハリーと同じ5科目の継続履修を認められる。これらの科目については、「良・E」以上で継続履修が認められるため、5科目で「良・E」を獲得していることになる。
また、第7巻『死の秘宝』ではマルフォイの館でピーター・ペティグリューの声を真似て窮地を脱したり、ハリーが蛇語を話すのを真似て「秘密の部屋」を開けるといった活躍を見せる。
グリフィンドール寮のクィディッチチームには、ハリーやハーマイオニーには言わず陰で一人トレーニングする努力を積み重ねて入部試験に合格する。キーパーを務めるようになるが、気持ちが不調のときはミスを連発する一方で、絶好調のときはめったに弟を褒めないフレッドとジョージでさえ感心する素晴らしいセーブを見せるほど、精神状態によってプレーに大きなむらがある。
第7巻では、眠っていた指揮能力を開花させ、実質的リーダーとして二人を激励したり説得したりする。
父が魔法省に勤務しているため、魔法省の内部事情にも通じている。
守護霊はジャック・ラッセル・テリアである。

### 人間関係

#### 血縁
ロンが生まれたウィーズリー家は純血の魔法使いの一族でも最も古く、著名な一族のひとつだった。父は純血の魔法使いアーサー・ウィーズリー、母は純血の魔女モリー・ウィーズリーであり、ロンは純血の魔法使いである。兄妹は、兄が5人、妹が1人いる。ロンはのちにマグル生まれの魔女ハーマイオニーと結婚し、ウィーズリー家からロンとジニーの系譜は純血の一族ではなくなる。
- ビル・ウィーズリー（長兄）
- チャーリー・ウィーズリー（次兄）
- パーシー・ウィーズリー（三兄）
- フレッドとジョージ・ウィーズリー（四･五兄）
- ジニー・ウィーズリー（妹）

家族のなかでは年齢が低いため、モリーやフレッドとジョージに幼く扱われることがある。一方で長兄ビルに対しては「どんなときでもきちんと扱ってくれた」と言い、家族のなかでとくに信頼している。また1巻の手紙のやりとりでは、次兄チャーリーがロンを可愛がっている様子が描かれる。妹であるジニーの恋愛については、過保護な面がある。
このほか、セプティマス・ウィーズリー（祖父）、セドレーラ・ウィーズリー（祖母）、ビリウス（おじ）、ギデオン・プルウェット（叔父）、フェービアン・プルウェット（叔父）、ミュリエル・プルウェット（大叔母）などの親族がいる。

#### 友人
親友としては、ハリー・ポッターとハーマイオニー・グレンジャーの名前が挙げられる。
ハリーに対しては、初めて会ったときに「かの有名なハリー・ポッター」であると確認するが、その後はハリーを特別扱いせず普通の学生どうしとして接する。ハリーが魔法界で有名人であること自体は肯定的にとらえて羨望し、そのため第4巻『炎のゴブレット』では、ハリーが自分に黙って有名人の虚栄心から年齢制限を破り、ゴブレットに名前を入れたと誤解してなじり、一時的に絶交状態におちいる。しかしハーマイオニーを介して課題解決には協力し、その後ハリーが第1の課題をクリアしたとき、陰謀である事実を受け入れて和解する。第5巻ではハリーへ不信感をあらわにする同級生たちに対し、ハリーに味方して抗弁し、終盤では魔法省へハリーが行くことは得策ではないと考えるも、自分の意思を曲げて一緒に乗り込む。
貧しい家に住むが学校の休暇のたびにハリーを実家に招待して同じ部屋に泊まらせ、家族のいないハリーにとってかけがえのない温かいくつろぎの場所としてみずからの家庭を共有する。ハリーとともに行動するためにたびたび自分や家族が重傷を負うが、そのことでハリーを恨んだり愚痴を言ったりすることはいっさいない。
ハーマイオニーに対しては、入学当初はお節介な彼女にいい印象を持たないが、第1巻で彼女がトロールに襲われているところをハリーとともに助けたことがきっかけで、親しくなる。第2巻『秘密の部屋』でドラコ・マルフォイによってハーマイオニーが「穢れた血」と侮辱されると、逆上してドラコに呪いをかけようとしたり、ハーマイオニーが石化した際にはハリー以上に気落ちし、解決の手がかりを求めて蜘蛛恐怖症でありながらハリーとともに巨大蜘蛛アラゴグの住む禁じられた森へ潜入する勇気をふるう。第3巻『アズカバンの囚人』では、ハリーにファイアボルトが贈られたことをハーマイオニーが独断でマクゴナガルに報告して、ファイアボルトをハリーが没収される結果を招くと、ハーマイオニーに対しハリーと一緒になって怒り、またペットのネズミ、スキャバーズがいなくなったのはハーマイオニーのペットである猫のクルックシャンクスが食べたものと考えて、一時ふたりの仲は修復不可能寸前に陥るが、スキャバーズ失踪の謎が解けると仲直りする。
勉強の虫のハーマイオニーには宿題をしろといつも小言を言われては不満の軽口をもらすが、彼女の知性を高く評価して尊敬し、賞賛する言葉をよくかける。普段は恐れている教授セブルス・スネイプが授業中にハーマイオニーを知ったかぶりと形容すると猛然と抗議したり、ハーマイオニーが魔法界では常識はずれな屋敷しもべ妖精福祉振興協会の活動を始めると、生粋の魔法界育ちとしてその活動を奇妙であると感じながらもおとなしく協力する。
このほか、ルビウス・ハグリッド、ネビル・ロングボトム、シェーマス・フィネガン、ディーン・トーマス、ルーナ・ラブグッドなどと友人になる。

#### 好意・恋愛
元来、ロンは男兄弟に囲まれて育ったために女心に疎く、恋愛に関してはことに初心で、そのため幼稚な振る舞いで女性を怒らせることもしばしばで、好意を伝えたい相手にも上手くアプローチすることが自分ではできない。
第4巻のダンスパーティ開催まえには、ヴィーラの血を引くフラー・デラクールの美貌に魅せられ、周りに大勢の生徒がいるなかでダンスパートナーに申し込んで断られる。またハーマイオニーをパートナーに誘うことはパーティ直前まで思いつかなかったにもかかわらず、彼女のパートナーがビクトール・クラムであることをパーティ会場で知ると、自分のダンスパートナーであるパドマ・パチルそっちのけでそれまで熱狂的なファンであったクラムの悪口を言い続けて、パドマに愛想をつかされる。第5巻以後も、クラムの話題が出るたびに不機嫌になる。第5巻終盤のクリスマスには、友人へのプレゼントとしてはロマンチックな選択である香水をハーマイオニーに贈って、彼女を驚かせる。
そして第6巻『謎のプリンス』では、ハーマイオニーにクリスマスパーティの同伴に誘われると快諾。二人は友人以上の雰囲気になるものの、ジニーに「ハーマイオニーとクラムはキスした」と告げられると激怒し、ハーマイオニーに冷たく当たるようになって彼女を混乱させる。さらにハーマイオニーとは異なり、自分をさかんに誉めそやすラベンダー・ブラウンに好印象を持って交際するようになるが、相性が良くないことを悟ってからはラベンダーを避けるようになり、あるきっかけで別れることに成功する。
第6巻まではあまり直接的にハーマイオニーへの好意を示さないが、第7巻では彼女への好意を隠さずに示すようになる。分霊箱破壊の旅では、スリザリンのロケットにハリーとハーマイオニーによって裏切られる不安を抱く内奥を具現化され、ハリーへの危害をけしかけられるが、疑念を断ち切りグリフィンドールの剣でロケットを破壊する。物語終盤ではついにハーマイオニーとのキスを果たして、名実ともに恋人となる。

#### 嫌悪
ロンは純血の魔法使いであるが、マグル生まれや半純血の魔法族に対して寛容な一家に生まれているため、ロン自身もマグル出身者に対して寛容かつ非常に友好的であり、マグル界で育った半純血の魔法使いであるハリーや、マグル生まれの魔女であるハーマイオニーを親友に選ぶ。そのため、同じ純血でも純血主義者とは仲が悪く、とくにドラコ・マルフォイとは犬猿の仲である。
また先述したように、ビクトール・クラムとはハーマイオニーをめぐって恋敵の間柄となる。

#### ホグワーツの戦い終結後
ヴォルデモートとの決戦であるホグワーツの戦いの終結後はホグワーツには復学せず、ハリーやネビルとともに魔法省に入省して闇祓いとなる。また、ハーマイオニーと結婚し、娘ローズと息子ヒューゴを授かる。第7巻発売後における作者ローリングのインタビューによると、のちにロンは兄が創業した悪戯道具専門店「ウィーズリー・ウィザード・ウィーズ」の経営に携わり、資産を得たという。
- ローズ・グレンジャー＝ウィーズリー（長女）
- ヒューゴ・グレンジャー＝ウィーズリー（長男）

なお、妹ジニーは親友ハリーの妻であるため、ロンから見てハリーは義弟にあたる姻戚である。

### 財産・ペット
ロンの所持品はおおむね、家族のお下がりか、中古販売されていた安物である。数少ない新品は、なんらかの祝いに買ってもらったものが多い。
杖
作中でロンが手に入れる杖は3本ある。
1本目は、次兄チャーリーのお下がりの杖。本体はトネリコ、芯は一角獣のたてがみ（少し横に飛び出している）。この杖は第2巻序盤で折れるが、スペロテープで接着して2年次終了時まで使い続ける。
2本目は、第3巻で買ってもらう新品の杖。本体は柳、芯はユニコーンの尻尾の毛、長さは33センチメートル。
3本目は、マルフォイ邸でペティグリューから奪い取る杖。本体は栗、芯はドラゴンの心臓の琴線、長さは23.5センチメートル、脆い。なお、この杖はオリバンダー老人によると、ピーターのために無理やり作らされたものであるらしい。
ペット
ホグワーツ入学時に、三兄パーシーからネズミのスキャバーズを譲り受ける。その後、第3巻終盤でスキャバーズを失うが、シリウス・ブラックからふくろうをもらい、ピッグウィジョンと名付けて飼うようになる。命名はジニーによるもの。
クィディッチ用箒（ほうき）
監督生に選ばれた祝いに、同系クラスとしては当時最新型のクリーンスイープ11号を買ってもらう。
腕時計
魔法界における成人年齢である17歳の誕生日に、両親から贈られる新品。
灯消しライター
アルバス・ダンブルドアの死後、遺言により相続する品。ダンブルドアが設計したもので、スクリムジョールによれば、世界にひとつしかないかもしれない珍しい品だという。
外見は銀のライターだが、使うと近くにある灯りを吸い取ることができる。また、周りに灯りがない状態で使うと、なかに吸い込まれていた灯りが元あった場所に放出される（元の場所に戻れない灯りは、小型の太陽のような形で一定の距離を保って浮かぶ）。
作者のローリングによれば、ダンブルドアがロンにこのライターを相続させたのは、ロンが他の二人と比べて、より多くの助けが必要となると見越していたからである。ダンブルドアは三人を団結させるロンのユーモアや善意はなくてはならないものと、三人の関係性におけるロンの重要性を理解していたため、ライターにはあらかじめハリーとハーマイオニーのいる場所へ誘導するよう魔法がかけてあった。実際にロンはライターを使って、ふたりと合流することに成功する。
チェス
祖父セプティマスから貰った模様である。

## ロンを演じた人物

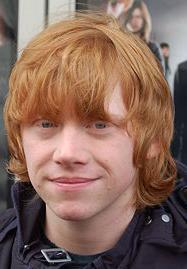
ルパート・グリント（2007年、映画『ハリー・ポッターと不死鳥の騎士団』のプレミアにて）

俳優
- ルパート・グリント - 映画版
- ポール・ソーンリー - 舞台『呪いの子』ロンドン公演

声優
- 常盤祐貴 - 映画版・日本語吹替、ゲーム『魔法同盟』
- 渕崎ゆり子 - ゲーム版『賢者の石』『秘密の部屋』
- 藤原堅一 - ゲーム版『アズカバンの囚人』
- 佐藤まさよし - ゲーム版『炎のゴブレット』